# 서직수 초상
서직수 초상(徐直修 肖像)은 조선 후기의 화가 이명기와 김홍도가 1796년에 문신 서직수를 그린 초상화이다. 대한민국의 보물 제1487호로 지정되었다.

## 개요
서직수(1735년 ~ 1822년)는 본관은 대구(大邱)이며, 자는 경지(敬之), 호는 십우헌(十友軒)이다. 영의정 서명균의 조카로서, 진사로 관직에 있지 않고 일생을 시서화를 하면서 보냈다고 한다. <서직수 상> 화면의 오른편 상단에는 서직수의 자찬(自贊)이 있어 서직수가 62세였던 1796년에 당대 최고의 초상화가인 이명기가 얼굴을 그리고 김홍도가 몸체를 그린 합작품임을 알 수 있다.
<서직수상>은 동파관에 도포를 입고 흑색 광다회를 두르고, 버선발로 서 있는 좌안 8분면의 전신입상이다. 조선시대 초상화의 대부분이 좌상인데 반해 입상(그것도 실내장면)일 뿐더러, 당대 최고 화가들의 합작이라는 점 등에서 중요성을 지닌다. 그리고 매우 뛰어난 형태 묘사와 투시법, 명암법을 구사하면서도 높은 품격을 보여주어 정조대 초상화의 백미로 꼽히는 걸작이다.

## 참고 자료
- 서직수 초상 - 국가유산청 국가유산포털